# Disterigma
Disterigma é um género botânico pertencente à família Ericaceae.